# Amazoňan
Amazoňan (Amazona) je rod papouškovitých ptáků střední velikosti. Vyskytují se od Mexika, po Jižní Ameriku a také v Karibiku. Většina druhů je velmi pestrobarevná, ale největší část jejich zbarvení tvoří zelená, jako například u amazoňanů portorických. Mnoho z podřazených druhů jsou oblíbené jako okrasné. Například amazoňan modročelý je velmi populární u chovatelů i v Česku.
Amazoňané mají schopnost napodobovat lidské či jiné zvuky. I to je činí oblíbenými společníky. Právě ale obchod s papoušky je jedním z faktorů, které přispívají ke snižování jejich populace ve volné přírodě. Dva druhy amazoňanů již dokonce vyhynuly a další, jako například amazoňan dominikánský nebo černozobý, již mají před vymřením.

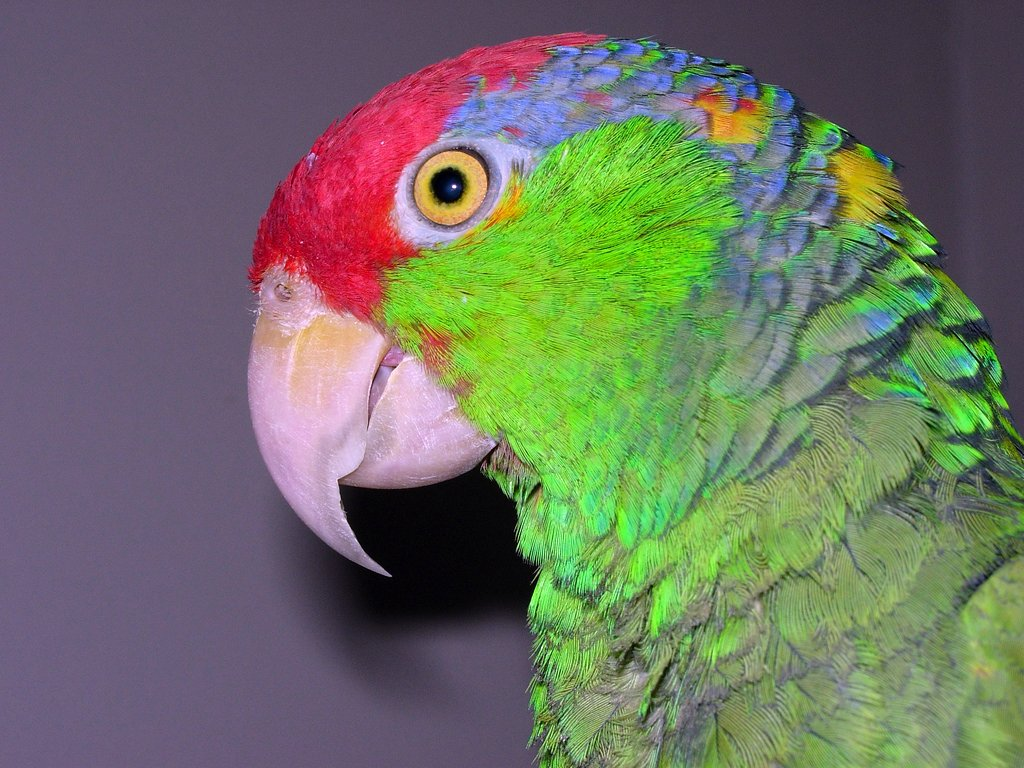
Amazoňan zelenolící

## Druhy
- Amazoňan modročelý (Amazona aestiva)
- Amazoňan černozobý (Amazona agilis)
- Amazoňan běločelý (Amazona albifrons)
- Amazoňan oranžovokřídlý (Amazona amazonica)
- Amazoňan dominikánský (Amazona arausiaca)
- Amazoňan žlutokrký (Amazona auropalliata)
- Amazoňan rudočelý (Amazona autumnalis)
- Amazoňan žlutoramenný (Amazona barbadensis)
- Amazoňan rudoocasý (Amazona brasiliensis)
- Amazoňan jamajský (Amazona collaria)
- Amazoňan modrolící (Amazona dufresniana)
- Amazoňan pomoučený (Amazona farinosa)
- Amazoňan modrobradý (Amazona festiva)
- Amazoňan fialovotemenný (Amazona finschi)
- Amazoňan Guildingův (Amazona guildingii)
- Amazoňan císařský (Amazona imperialis)
- Amazoňan Kawalův (Amazona kawalli)
- Amazoňan kubánský (Amazona leucocephala)
- Amazoňan martinický (Amazona martinicana) †
- Amazoňan vojenský (Amazona mercenaria)
- Amazoňan žlutohlavý (Amazona ochrocephala)
- Amazoňan velký (Amazona oratrix)
- Amazoňan nádherný (Amazona pretrei)
- Amazoňan rudooký (Amazona rhodocorytha)
- Amazoňan tukumanský (Amazona tucumana)
- Amazoňan haitský (Amazona ventralis)
- Amazoňan mnohobarvý (Amazona versicolor)
- Amazoňan fialovoprsý (Amazona vinacea)
- Amazoňan guadelupský (Amazona violacea) †
- Amazoňan zelenolící (Amazona viridigenalis)
- Amazoňan portorický (Amazona vittata)
- Amazoňan černouchý (Amazona xantholora)